# Leptogenys rugosopunctata
Leptogenys rugosopunctata é uma espécie de formiga do gênero Leptogenys, pertencente à subfamília Ponerinae.